# Edward Jaroszewicz
Edward Jaroszewicz (ur. 1 września 1948 w Baryczu) – polski samorządowiec, związkowiec, w latach 1991–1994 prezydent Legnicy.

## Życiorys
Ukończył w 1977 studia na Wydziale Elektroniki Politechniki Wrocławskiej. Pracował w Zakładzie Energetycznym Legnica (od 2004 działającym pod nazwą Energia Pro Koncern Energetyczny S.A.). Od 1998 do 2002 był prezesem zarządu tego przedsiębiorstwa.
W 1980 wstąpił do „Solidarności”, był delegatem na WZD Regionu Dolny Śląsk, powołano go w skład zarządu oddziału legnickiego. Po wprowadzeniu stanu wojennego został internowany w Głogowie, zwolniono go w kwietniu 1982.
W latach 90. przez dwie kadencje był radnym Legnicy. Od 1990 do 1991 pełnił funkcję wiceprezydenta, a następnie do 1994 był prezydentem tegoż miasta. Należał do Partii Chrześcijańskich Demokratów, działał w Stowarzyszeniu Rodzin Katolickich Diecezji Legnickiej.